# Obsession (actriz porno)
Obsession (Portland Oregón; 29 de septiembre de 1976), nombre artístico de Kara Brinson, es una actriz pornográfica estadounidense que desarrolló su carrera en la industria entre 1995 y 2009, rodando más de 300 películas.